# 植劇場—戀愛沙塵暴
《戀愛沙塵暴》為台視、八大電視與公視共同監製之《植劇場》的首部作品，也為愛情成長系列的第一部劇集。由擅長幽默、溫暖風格的日籍導演北村豐晴執導，《含苞欲墜的每一天》金鐘編劇溫郁芳搭檔多次合作的張可欣編劇共同主筆。演員陣容包括金鐘獎得主吳慷仁、柯淑勤與樊光耀搭檔新人演員陳妤、鄧育凱、許光漢、葉星辰以及葉辰莛領銜主演。本劇在2016年8月19日至9月30日止，於台視主頻週五優質戲劇時段首播，八大綜合台則於隔日晚間聯播。
劇情以荒謬喜劇的風格呈現，描繪主角林氏一家人的婚姻以及愛情生活，從各自面臨的難題中學習成長。本劇雖然未能取得收視佳績，但卻獲得影評人以及觀眾的好評，導演、編劇以及演員的表現均獲得讚賞，並以九項提名紀錄成為第52屆金鐘獎入圍贏家，並榮獲戲劇節目女主角獎（柯淑勤）以及戲劇節目新進演員獎（陳妤）。

## 製作

### 創作與企劃
由於2015年的不順遂，總是選不上好案子，抑或是對受邀案子沒興趣的北村豐晴，2016年開始便決定不再挑作品，而《戀愛沙塵暴》就是在這樣的機緣下，第一個上門邀請他執導，他更稱「《戀愛沙塵暴》對我來說，是天上掉下來的禮物！」北村豐晴於2016年2月27日拿到故事大綱，觀賞後相當喜歡，於是在2月28日答應執導，3月1日便立刻進劇組。其實本劇原定由王明台執導，但因王導的電影拍攝進度落後，北村因此才有機會頂替其執導本劇。
溫郁芳曾跟隨總監製王小棣導演撰寫《大醫院小醫師》、《赴宴》、《45°C天空下》、《我在墾丁*天氣晴》、《波麗士大人》、《含苞欲墜的每一天》與《長不大的爸爸》等多部作品，並以《我在墾丁*天氣晴》及《含苞欲墜的每一天》獲得兩座金鐘獎戲劇節目編劇獎肯定。她在得知恩師王小棣決定開創《植劇場》時，便二話不說成為系列編劇班底。因溫郁芳對驚悚懸疑沒興趣，故被分配撰寫愛情成長與原著改編兩系列，並和曾於《我在墾丁*天氣晴》、《波麗士大人》與《長不大的爸爸》中合作過的老搭檔張可欣第四度合作執筆。由於本劇初期並未如其他電視劇，已事先設定好主題才找作家主筆，使得編劇因尚未命題而相當慌亂，而在聽聞周遭的親朋好友有過恐怖情人、父母親失和等真實經歷後，她們決定撰寫一部屬於2016年的愛情、家庭和成長的故事，加上溫郁芳喜歡寫喜劇，因此將本劇定調為「荒謬愛情喜劇」。編劇從2015年3月開始收集資料，直到2016年1月才開始撰寫劇本，七集的劇本共花了約三個月的時間，其中還包括開拍後的劇本會議，北村導演和男主角吳慷仁也都曾給過劇本和角色一些意見與幫助。
溫郁芳認為，台詞應在動作中呈現，這樣才夠寫實、自然又生活化，而《戀愛沙塵暴》找來北村導演執導這個「美麗的意外」，卻讓編導迸出恰到好處的完美火花。對北村導演來說，「喜劇」與「鬧劇」是截然不同的，即便兩者有相同之處，但基底卻是有著極大地差異，因此他很重視作品的品質，堅持即使無厘頭，也要忠於寫實，因此他定義本劇為「社會寫實愛情喜劇片」。北村導演在本劇的美術上花了不少心思，並找來他相當信任的夥伴唐嘉宏擔任美術指導，也力圖藉鏡頭呈現一種荒誕卻不失幽默與溫暖的喜感，北村導演還坦言現今剪出的電視劇版偏保守，他偷偷地保留了尺度較大的導演版，原就於他更喜歡笑中帶淚的作品。

### 演員與角色
憑《出境事務所》與《麻醉風暴》同時入圍金鐘獎的吳慷仁，飾演本劇男主角林亦得，他是主角林姓一家的大哥，其個性格浮誇拜金，與飾演同樣行徑誇張的女友嬌嬌的葉星辰有許多天馬行空的對手戲。原本因王明台導演的退出，吳慷仁已開始洽談演出其他戲劇，但在北村豐晴導演「欲擒故縱」的戰術下，使吳慷仁放棄出演收視可能較高的作品，決定繼續參演《戀愛沙塵暴》。吳慷仁之所以會選擇加入《植劇場》的演員陣容，是因為他重視創新以及對戲的演員。吳慷仁起初以為這次的演出將會是份輕鬆的工作，雖然成品看似歡樂又具喜感，但整部戲的節奏與對話中的觀念，加上在熟悉新人的表演節奏之餘，還得渲染自己的節奏予新人，這都是顛覆他原先想法，發現這次的演出也是具有難度的原因。吳慷仁坦言自己不如新人用功，由於北村導演給予他表現的空間極大，所以他是以「人放鬆，到現場去『玩』一些東西」的心態、用「很鬧」的方式表演。不僅如此，吳慷仁在拍攝現場也擔起「打亂新人節奏」的角色，欲從中給予新人機會教育，好達到雙方「二次創作」的效果。他認為自己除了將份內工作做好，也期許能給予新人演員一些幫助，以誠懇來感染他們。
於第38屆金鐘獎奪得兩座女主角獎的柯淑勤，飾演林家母親陳佩玲。對於劇中演繹丈夫疑似外遇的心境，柯淑勤並未使用常見的潑婦演法，她認為面對婚外情，從生命經驗來看，人總會回顧走過的婚姻歲月，因此她選擇以自省的方式演出，意圖呈現真實的一面。同樣擁有金鐘光環的樊光耀，飾演林家一家之主林源明，對於演出本劇的挑戰，他說：「導演北村想用日本動漫風格呈現，我要融合他想要的和我判斷的，又不希望譁眾取寵，這要花點工夫。」編劇溫郁芳坦承劇中原本是設定一對說臺語的父母，但林家爸爸的角色後來卻是找不會說臺語的樊光耀來飾演，雖與原始設定不同，但溫郁芳卻非常認同北村導演此決定，認為這使主角一家更有現代感。
面對與眾多新人合作，北村導演表示事前用了很長的時間，來試戲磨出節奏和默契，「跟新人合作很辛苦，但就像看到自己小孩長大一樣，很有成就感！」他說。
未來星16號Q演員陳妤飾演林家長女林亦珊。陳妤和林亦珊非常相像，她自認兩人有80%的相似度，諸如正義感、中性等，而陳妤也因角色背景而接觸了巴西柔術。不過，林亦珊雖然外表剛強，但在遇上感情事時，是會懷有少女心的女孩，由於這點和陳妤本身不符，因此導演必須設法刺激她，好達到演出要求。過去僅有劇場演出經驗的陳妤，認為電視作品的情感表達超越自己的負荷，比如哭戲等，這使她不經意地產生抗拒，也讓她在演出時受到許多考驗，不過這點正好與不懂得情感表達的角色相像，使她能透過劇中的事件，和角色一同面對自身的情感。
曾與吳慷仁於《麻醉風暴》中合作過的未來星3號Q演員葉星辰，飾演林亦得的恐怖情人任嬌嬌。首次演出喜劇的葉星辰，認為自己難以掌握喜劇的節奏，而和她有許多對手戲的吳慷仁，給予了她相當多的幫助。她認定嬌嬌有屬於她的「嬌嬌語」，所以她將嬌嬌的聲音設定為音頻非常高的女生。葉星辰認為自己和嬌嬌毫無共通點，使得她一開始難以進入角色，甚至有所排斥，除此之外，由於在參演《KANO》後，讓她有些被定型，因此她接下此角的原因不只是想要嘗試，更想擺脫大家對她的既定印象。為了適應此角色，她更實地走訪觀察，從中學習她所缺乏、千金所應具備的「氣勢」。葉星辰認為此次的演出讓她隨著角色的經歷，學會了勇敢放下與認識自我。
未來星21號Q演員許光漢飾演風流男子莊浩洋。莊浩洋是個放蕩不羈、勇敢去愛的男性，這讓許光漢找回了一開始戀愛的感覺，而在莊浩洋專心一意愛上亦珊後，執著地去追求、示愛，這一點和許光漢本人極度相似。許光漢表示北村導演「是一位蠻給演員很多空間的導演，劇中有很多東西都是即興來的。」這樣的演出起初讓他感到疑惑，但在看見成果後，他終能理解導演的要求與用意。
鄧育凱飾演林家老么林亦謙，他是個時常有性幻想並因此勃起的青少年。一開始鄧育凱對角色頗為抗拒，經過監製王小棣開導，他從原本最讓北村擔心的演員，蛻變為和他最有默契、也最愛的一個。鄧育凱還透露林亦謙不善交際的個性，和青少年時期的他頗像。
日本電影金像獎新人獎得主櫻庭奈奈美曾在2015年悄悄來台遊學，並結識北村導演，後來便受到北村導演的邀請，參演了本劇。原先奈奈美所飾演的奈奈並非日本女孩而是ABC，但導演在閱覽劇本過後，認為自己無法駕馭具西方風情的角色，因此堅持更改人設為日裔，選角時便想起了奈奈美。自認中文發音難的奈奈美，因劇中奈奈的台詞多，也和樊光耀有許多對手戲，加上角色情緒起伏大，因此對於身為日本人的她來說，拍攝時有些辛苦。除了奈奈美外，身為韓裔的宇炯龍亦有參與本劇的演出，其飾演金老師，和柯淑勤有許多對手戲。

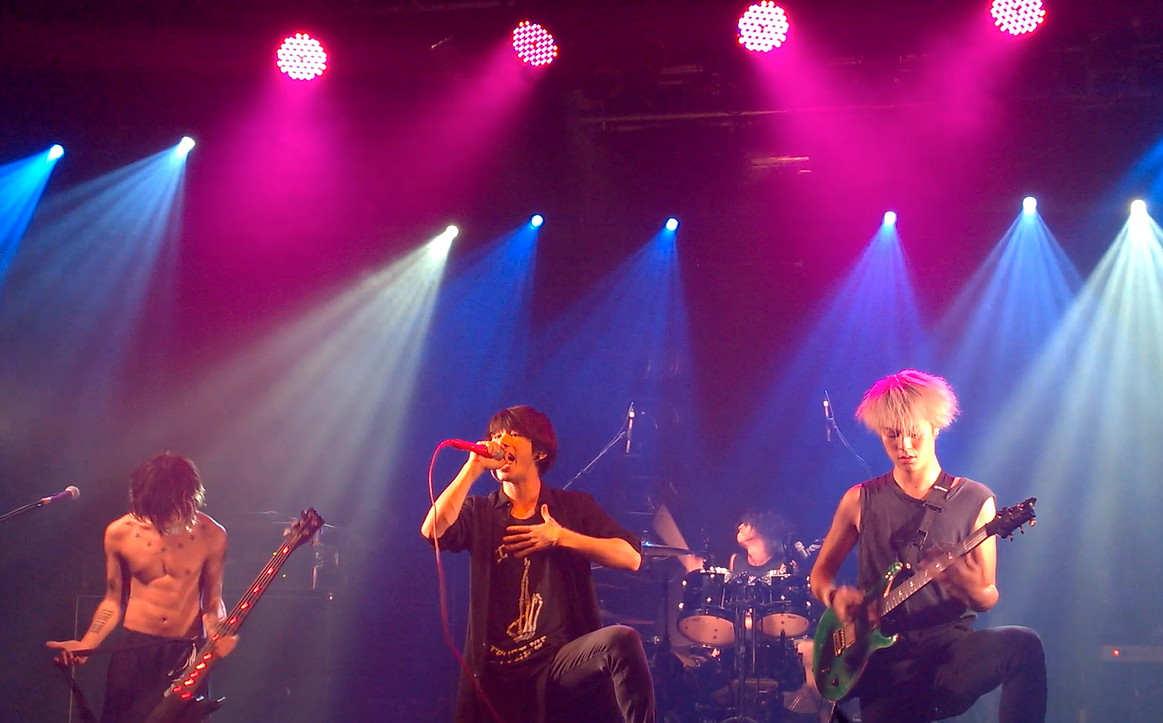
片尾曲〈Wherever You Are〉是來自日本搖滾樂團ONE OK ROCK的知名歌曲

### 歌曲
北村豐晴導演因為欣賞日本搖滾樂團ONE OK ROCK的歌聲，經過四個月和經紀公司與唱片公司的越洋協調，才敲定片尾曲。他希望觀眾在觀賞完這齣荒謬喜劇後，能在聆聽片尾時感受到一絲的溫暖。
| 曲序 | 曲目                       |        | 作曲           | 演唱        |
| ---- | -------------------------- | ------ | -------------- | ----------- |
| 1.   | 喜歡待在家（片頭曲）       | 利得彙 | 利得彙、沈志方 | 慢慢說樂團  |
| 2.   | Wherever You Are（片尾曲） | Taka   | Taka           | ONE OK ROCK |

### 播出
本劇在2016年8月19日至9月30日間，於每周五晚間10點在台視主頻週五優質戲劇時段首播兩小時（含映後加廣告約10分鐘的《植日生週記》），八大綜合台則於隔日（周六）晚間10點聯播。公視主頻在2017年1月2日至1月31日間，於每周一至周三晚間9點播出一小時，共剪輯為14集。購買播出版權的愛奇藝於台視首播後的凌晨0點更新，LiTV在2017年1月10日上線，Netflix則在2017年8月1日全球上線。
香港Now觀星台緊貼台灣，首先於自選服務推出本劇，電視排播則在2017年3月19日起，於每周日晚間9點45分播出2小時，4月16日起延後至晚間10點首播，於4月30日播畢。新加坡佳樂台在2017年3月3日至3月22日間，於晚間10點10分播出至11點5分。馬來西亞Astro雙星在2017年4月7日至4月26日間，於每周一至周五下午4點播出1小時。
MyVideo在2022年8月16日上架《植劇場》全系列。

## 劇集列表
| 總集數 | 集數 （季） | 導演     | 編劇           | 首播日期      | 收視率 |
| --- | ----------- | -------- | -------------- | ------------- | ------ |
| 1 | 1           | 北村豐晴 | 溫郁芳、張可欣 | 2016年8月19日 | 0.53   |
| 陳佩玲是林家的母親，在賣場從事推銷工作，她幻想自己有個美好的家庭，並宣稱丈夫和兒女為自己慶祝生日，但她的丈夫和兒女不但連她的生日都不記得，還不時給她找麻煩。陳佩玲的丈夫林源明經營鈕釦公司，平常樂於助人，卻也因此忽略家人，另外他還有勃起功能障礙，夫妻之間並不和睦。一日，他陪同鄰居家的外傭Lily一起到婦產科，因此被妻子懷疑有外遇。 林家長子林亦得是位個性浮誇、時常向家裡拿錢的推銷員，他與女友嬌嬌同住。在他替遭女高中生陸宜仙人跳的後輩宗翰收拾麻煩時，得知是宗翰有錯在先，因此轉而協助對方敲詐宗翰，但亦得誤喝了賓館內被陸宜的朋友下藥的水，昏睡不醒。林家次女林亦珊是巴西柔術社社長，因個性剛強而屢被父母勸說要像個女孩。在亦珊替摯友楊敏霓調查她的新男友莊浩洋的來歷時，她尾隨對方進入賓館，得知對方只是在賓館打工，卻意外發現倒在賓館房內的哥哥，兩人還被誤會從事性交易。林家么子林亦謙就讀資優班，他不善於交友、熱衷於研究外星人，是個容易對女性產生性幻想並因此勃起的少年。他天生患有氣喘，在誤食父親用來治療勃起障礙的藥後，他的勃起更加嚴重，還被同學陸宜誤會。他為了尋找外星人，聽從網友建議來到飛碟可能降落的地點，但卻被誤認為內衣賊，遭到逮捕。 接到警方電話後，林源明和陳佩玲趕往警局，一家五口在警局團聚。夫妻倆把孩子帶回家教訓，陳佩玲並質問丈夫的有關婦產科的事，林源明一氣之下說自己讓Lily懷孕，讓陳佩玲大發雷霆。 |             |          |                |               |        |
| 2 | 2           | 北村豐晴 | 溫郁芳、張可欣 | 2016年8月26日 | 0.57   |
| 雖然嬌嬌的個性驕縱、有公主病，但因為她出身富貴，愛錢的林亦得還是逢場作戲。在嬌嬌出國期間，對丈夫外遇耿耿於懷的陳佩玲到林亦得與嬌嬌的住處投靠，在她得知Lily是因懷了男友的孩子才找林源明幫忙後，仍不願原諒他。陳佩玲在推銷泡菜時遇上英俊的韓籍教師金永俊，並開始上韓文班；林源明顯得對妻子沒有返家毫不關心，但他在代替Lily照顧鄰居時吐露了真心話，並準備向妻子道歉，但在他發現妻子和金老師相談甚歡後，暗中退掉了妻子的韓文課。陳佩玲得知此事後，再度與丈夫鬧翻。 亦謙因為容易勃起而被誤會為性騷擾慣犯，陸宜拍下他的不雅照並以之要脅。宗翰因為遲遲無法解決被勒索的問題而報警，陸宜因此遭教官約談，她對亦謙的勒索也變本加厲，但在亦謙遭其他同學霸凌時，陸宜出面救了他。老師希望亦謙不要被陸宜帶壞，反被亦遷指責歧視，陸宜對亦謙的言行很感動，不過並沒有停止捉弄他。 林亦珊對莊浩洋是否花心持續抱持懷疑，她在酒吧替楊敏霓擋酒時被下了催情藥，因此在返家途中昏迷。路過的莊浩洋好心地把她帶到賓館，卻反遭神智不清的她強暴。 |             |          |                |               |        |
| 3 | 3           | 北村豐晴 | 溫郁芳、張可欣 | 2016年9月2日  | 0.65   |
| 林亦珊在清醒後威脅莊浩洋不得聲張，但莊浩洋卻對此事念念不忘，他開始偷拍林亦珊、刺探她的背景、還以激將法讓林亦珊與自己對打，只為再此體會被她壓制的快感。之後，莊浩洋正視了自己對林亦珊的心意，和楊敏霓分手。 陳佩玲認為自己有權力做自己想做的事，她重新繳費並回韓文班上課，還遇見了高中同學廖美雲。在她的建議下，陳佩玲向金老師購買全套醫美療程，但後來才發現兩人都遭金老師詐騙，又因為林源明投資失利，夫妻倆再度爭吵。 陸宜不再從事詐欺，與過去的朋友也逐漸疏離。亦謙和陸宜吃午餐時有了身體接觸，因而勃起，但陸宜誤以為他氣喘發作，便帶他求診，在經過治療後，亦謙時常勃起的情況有所趨緩。林亦得發現房內有裝針孔攝影機，懷疑是嬌嬌偷拍自己，便找弟妹把它們拆掉，但這些舉動仍被隱藏的攝影機錄下。 |             |          |                |               |        |
| 4 | 4           | 北村豐晴 | 溫郁芳、張可欣 | 2016年9月9日  | 0.54   |
| 嬌嬌返國後帶禮物到林家拜訪，但她的個性讓林源明以外的林家人很不滿，陳佩玲進而和林源明爭執，兩人甚至準備離婚。在林源明被掃地出門前，他只能在家中指定的範圍內活動，這段期間，他體會道妻子的重要性，但因不斷被她無視而無法和解。林亦謙認為，這次的風波對林家而言是一場沙塵暴。 嬌嬌決定懲罰說謊的亦得，她讓亦謙破解亦得的電腦後，誆騙亦得的前女友和亦得見面。但後來這個約會被女方取消，林亦得當天改約了生意上的重要客戶，不明就裡的嬌嬌打了客戶，生意不但告吹，林亦得還被開除。雖然林亦得罕見地動怒，但他禁不起嬌嬌的挑逗，一陣雲雨之後就原諒了她。 陳佩玲為林亦珊單身感到困擾，嬌嬌為了改善與未來婆婆的關係，便替亦珊介紹男友，她介紹的對象正巧是莊浩洋。雖然浩洋與亦珊的對談過程並不愉快，但他仍向林亦珊告白，只是林亦珊因週遭吵雜而沒有聽到。 |             |          |                |               |        |
| 5 | 5           | 北村豐晴 | 溫郁芳、張可欣 | 2016年9月16日 | 0.65   |
| 林亦珊發現自己懷孕並試圖讓自己流產，在到婦產科檢驗時，莊浩洋對亦珊許下承諾，表示自己值得依靠，但在醫生表示亦珊沒有懷孕後，兩人不歡而散。莊浩洋為了挽回亦珊加入社團，兩人的關係逐漸改善，並會互相傾訴心事。 林源明的公司經營困難，但他聽到妻子要出門遊玩，還是留了旅費給她，只是這筆錢被失業回家的林亦得拿走。林源明結識了日本女性奈奈，兩人一起購物、兜風和跳舞，讓林家子女不禁懷疑父親外遇。後來林源明才發現奈奈只是因為思念父親才有此舉，並克制自己不能對奈奈有非分之想。 |             |          |                |               |        |
| 6 | 6           | 北村豐晴 | 溫郁芳、張可欣 | 2016年9月23日 | 0.82   |
| 莊浩洋和林亦珊交往後，楊敏霓認為自己仍喜歡莊浩洋，林亦珊為了成全他們，再度和莊浩洋疏遠。陸宜為了躲避父母的債主而離家出走，並偷偷到林亦謙的房間暫住，在事跡敗露後，林家人對亦謙能交到朋友都感到開心。 陳佩玲和出遊期間認識的呂正興相談甚歡，呂正興很欣賞陳佩玲，而陳佩玲則在與他相處時重新發現丈夫的優點，但她返家後卻撞見丈夫與奈奈相擁，林源明解釋奈奈是因為尋父不著而躁鬱症發作，自己為了安撫她才擁抱她。因為奈奈有自殘的可能，林源明拋下重要客戶替她處理問題，卻讓公司經營出現危機。在陳佩玲出面替丈夫解決困難後，她提出了離婚協議書。 |             |          |                |               |        |
| 7 | 7           | 北村豐晴 | 溫郁芳、張可欣 | 2016年9月30日 | 0.89   |
| 林源明向妻子道歉與道謝，並表示不願與她離婚，而陳佩玲也向丈夫道歉，兩人重修舊好後不但更加恩愛，陳佩玲也化解了對奈奈的質疑。 楊敏霓意外得知莊浩洋喜歡林亦珊，悲憤的她不但與亦珊絕交，還在網路上造謠、潑漆辱罵她。而林亦珊也因為失去好友而與莊浩洋不相往來。浩洋在網路上直播，向被自己利用過的女生道歉。而在亦珊和敏霓互相道歉並和好後，她與浩洋再度交往。 嬌嬌發現亦得失業後便要他接下父親的公司，並要求兩人盡速結婚，但亦得不但不願意，還對自己持續被她監控一事大發雷霆，不料卻遭嬌嬌以電擊棒擊暈並捆綁監禁，亦得脫逃後，在陸宜的計策下詐死騙出嬌嬌並勸退她。之後，林亦得在前同事的幫助下回到公司，並與愛慕自己的同事有了新的發展。 |             |          |                |               |        |

## 評價
《戀愛沙塵暴》獲得普遍的讚賞，除了吳慷仁與柯淑勤的演出備受好評外，對於新人的評價也偏正面，尤其是陳妤和許光漢的討論度最高。有部落客評價本劇「拍攝剪輯重心放在集中火力把每個人物性格都雕刻得很立體，並強調出了既具劇場性格也帶寫實喜劇的北村風格。」
〈娛樂重擊〉的影評人Maple認為《戀愛沙塵暴》劇本細膩、風格明確，更融入真實的情感與轉折，打破不切實際的粉紅泡泡，加上演員群的喜劇演繹精湛，使戲劇扎實而引起共鳴，讓愛情和家庭此偶像劇萬年題材，呈現出獨特的生命力。細節而論，北村豐晴的日本動漫風視覺和喜劇風格，在與溫郁芳嫻淑的台式偶像劇筆鋒結合下，成功將兩者融合，真實地反映台灣家庭的二三事，讓人設、台詞與笑點都更接地氣。北村導演也熟悉如何運用演員來製造自然的笑點，加上自身風格而達到獨特的幽默，使《戀愛沙塵暴》從視覺風格、演員演出到拍攝節奏，都相當成熟且調性精準。年輕演員的演出自然扎實，也讓《戀愛沙塵暴》在導演、劇本與演員的結合下，繳出令人驚喜的成績。
娛樂評論家柯志遠稱《戀愛沙塵暴》流暢又爽快，人物栩栩如生、個個特色鮮明，在定位上亦不落俗套，在塑造上也飽和、自然又獨特，令人呼之欲出。在節奏上呈現行雲流水，讓這個原本充斥著庶民氣息的中產階級世界，具象化得妙趣橫生、繽紛熱鬧，不但處處打動人心，還讓人看得津津有味，大呼過癮。細部設計的運用手法嫻熟，不拖宕、不搶戲也不突兀。對於演員表現，他稱讚吳慷仁是一位「存在感」強烈到逆天的演員，認為他的演技是「嚇人」的烈、具高度「感染力」，更將他的演出譽為2016年電視銀幕上一道令人驚豔的風景。另外，也讚賞柯淑勤與樊光耀具深度的演出，也點名陳妤與鄧育凱等新人的演出討喜。整體來說，是一個編、導、演、製作都駕馭得幾近無懈可擊，既賞心又悅目，看完之後還會在陣陣共鳴的漣漪中會心莞爾。
〈BIOS Monthly〉影評人認為本劇簡約的愛情敘事，打破不斷複製真愛無敵的愛情觀，也可能讓年輕族群在面臨真實生活中的戀愛課題時，以深思取代迷思。本劇以爸媽為延伸，在時下愛情劇中，創作多以年輕偶像為主的常態中，顯得相當前衛，陳腔濫調在這個故事中反而令人感到驚喜而雀躍。
女主角柯淑勤認為新人演員尚未能習慣拍攝現場的外界干擾，在戰戰兢兢的情況下，易受到影響而表現不自然且單一，覺得尚有磨練的空間。擔任《植日生週記》「大來賓小課堂」單元嘉賓的金鐘獎得主林美秀表示，雖然參與本劇的未來星擁有質感，但仍有諸多進步的空間。她認為江宜蓉的口齒較不清晰，進而影響情感表達，缺乏表情與語言同表的能力；葉星辰因緊張而口齒不夠放鬆；許光漢雖然肢體自然，但與人對戲時，既趕又無法接收他人訊息；陳妤則是口齒相當流利，但情緒總是處於高亢而單一，也常無意間眉頭深鎖。

## 獎項
| 年度 | 大獎         | 獎項               | 入圍者         | 結果 | 參     |
| ---- | ------------ | ------------------ | -------------- | ---- | ------ |
| 2017 | 第52屆金鐘獎 | 戲劇節目獎         | 戲劇節目獎     | 入圍 | [ 42 ] |
| 2017 | 第52屆金鐘獎 | 戲劇節目男主角獎   | 吳慷仁         | 入圍 | [ 42 ] |
| 2017 | 第52屆金鐘獎 | 戲劇節目男主角獎   | 樊光耀         | 入圍 | [ 42 ] |
| 2017 | 第52屆金鐘獎 | 戲劇節目女主角獎   | 柯淑勤         | 獲獎 | [ 42 ] |
| 2017 | 第52屆金鐘獎 | 戲劇節目女配角獎   | 陳妤           | 入圍 | [ 42 ] |
| 2017 | 第52屆金鐘獎 | 戲劇節目新進演員獎 | 江宜蓉         | 入圍 | [ 42 ] |
| 2017 | 第52屆金鐘獎 | 戲劇節目新進演員獎 | 陳妤           | 獲獎 | [ 42 ] |
| 2017 | 第52屆金鐘獎 | 戲劇節目導演獎     | 北村豐晴       | 入圍 | [ 42 ] |
| 2017 | 第52屆金鐘獎 | 戲劇節目編劇獎     | 張可欣、溫郁芳 | 入圍 | [ 42 ] |

## 備註
1. ↑  Netflix的英語片名為

## 外部連結
- 台視官方網站
- 八大電視官方網站
- 公視官方網站
- 互联网电影数据库（IMDb）上《戀愛沙塵暴》的资料（英文）
- 植劇場—戀愛沙塵暴的Facebook專頁
- 在Netflix上觀看《植劇場—戀愛沙塵暴》